# Karl Otto von Madai
Karl Otto von Madai (* 29. Mai 1809 in Zscherben; † 4. Juni 1850 in Gießen) war ein deutscher Rechtsgelehrter, der an der Universität Halle und der Kaiserlichen Universität Dorpat lehrte.

## Leben

### Herkunft und Familie
Er ist der Enkel des Hofrats und Mediziners Carl August von Madai. Seine Eltern waren der Steuerrat Joseph Heinrich Wilhelm August Friedrich Ludwig von Madai (* 26. August 1784; † 9. Juni 1827) und dessen Ehefrau Leopoldine von Schlegell († 5. November 1844). Er hatte noch drei Schwestern die alle unverheiratet starben.
Er heiratete am 15. September 1836 in Halle die Gastwirtstochter Emilie Reuter (* 11. Oktober 1818; † 8. Oktober 1890). Das Paar hatte nur eine Tochter die den Namen Olga (* 31. Dezember 1837) erhielt. Sie heiratete 1858 Gotthold Robert Hartnack.

### Werdegang
Madai besuchte die Gymnasien in Thorn und Potsdam. 1828 begann er in Halle Theologie zu studieren, wechselte aber sehr bald zum Fach der Rechtswissenschaften. 1832 promovierte er an der Universität Halle mit der Dissertation De stellionatu zum Doktor der Rechte. Dort folgte wenig später seine Habilitation. Nachdem er seine Monographie „Die Statuliberi des Römischen Rechts“ 1834 veröffentlicht hatte, wurde er im Jahr darauf zum außerordentlichen Professor ernannt.
1837 wurde er ordentlicher Professor in Dorpat. Wegen Differenzen mit der Regierung gab er diesen Posten 1843 auf und wirkte zunächst als Dozent in Berlin, bis er gegen Ende desselben Jahres auf Veranlassung der Großfürstin Helene von Russland als Privatsekretär der jungen Herzogin von Nassau an den Wiesbadener Hof gezogen wurde.
Nach dem Tode der Herzogin 1845 leistete er einem wiederholten Ruf nach Kiel Folge, während er Berufungen nach Jena und Rostock abgelehnt hatte. Als 1846 der offene Brief Christians VIII. erschien, trat von Madai für das Recht der Herzogtümer Schleswig-Holstein ein und beteiligte sich an der Oppositionsschrift der Kieler Professoren: „Staats- und Erbrecht des Herzogthums Schleswig“. Der Ausbruch der Märzbewegung des Jahres 1848 führte ihn nach Frankfurt am Main in das Vorparlament und als Bundestagsgesandten für Holstein in den Bundestag, dessen Sitzungen er bis zu seiner Auflösung am 12. Juli beiwohnte. In dieser Stellung war er vergebens bemüht, die Aufnahme des Herzogtums Schleswigs in den Deutschen Bund zu erreichen.
Anschließend kehrte er als Dozent in Freiburg im Breisgau in die akademische Lehrtätigkeit zurück. Von hier vertrieb ihn die badische Mairevolution 1849, da er sich nicht entschließen konnte, der provisorischen Regierung den Eid der Treue zu schwören. Er flüchtete in die Schweiz und nach Tirol. Schwer erkrankt siedelte er am 9. Oktober nach Gießen über, wo er knapp ein Jahr später verstarb.

## Schriften
- Die Statuliberi des römischen Rechts. Schwetschke, Halle 1834.
- Die Lehre von der Mora, dargestellt nach den Grundsätzen des Römischen Rechts. Schwetschke, Halle 1837.
- Beiträge zur Dogmengeschichte des gemeinen Civilrechts. Götschel, Riga/Leipzig 1839.
- (Hrsg., mit Friedrich Georg von Bunge): Theoretisch-practische Erörterungen aus den Liv-, Esth- und Curland geltenden Rechten. Fünf Bände. Severin und Köhler, Dorpat/Leipzig 1840–1847.